# Friedrich von Schmidt

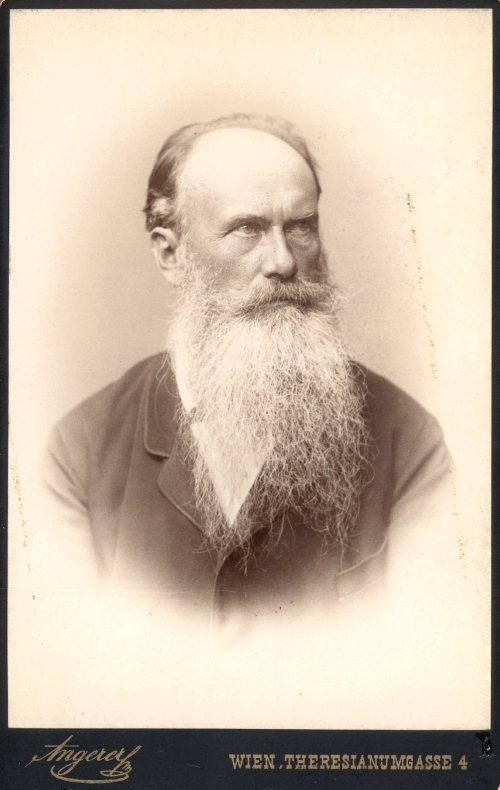
Friedrich Freiherr von Schmidt, Fotografie von Ludwig Angerer

Friedrich Wilhelm Schmidt (* 22. Oktober 1825 in Frickenhofen in Württemberg; † 23. Jänner 1891 in Wien) war ein deutsch-österreichischer Architekt der Ringstraßenzeit, der den neugotischen Stil etablierte. Er war Ehrenbürger der Stadt Wien und durfte sich ab 22. Jänner 1886 Friedrich Freiherr von Schmidt nennen.

## Herkunft

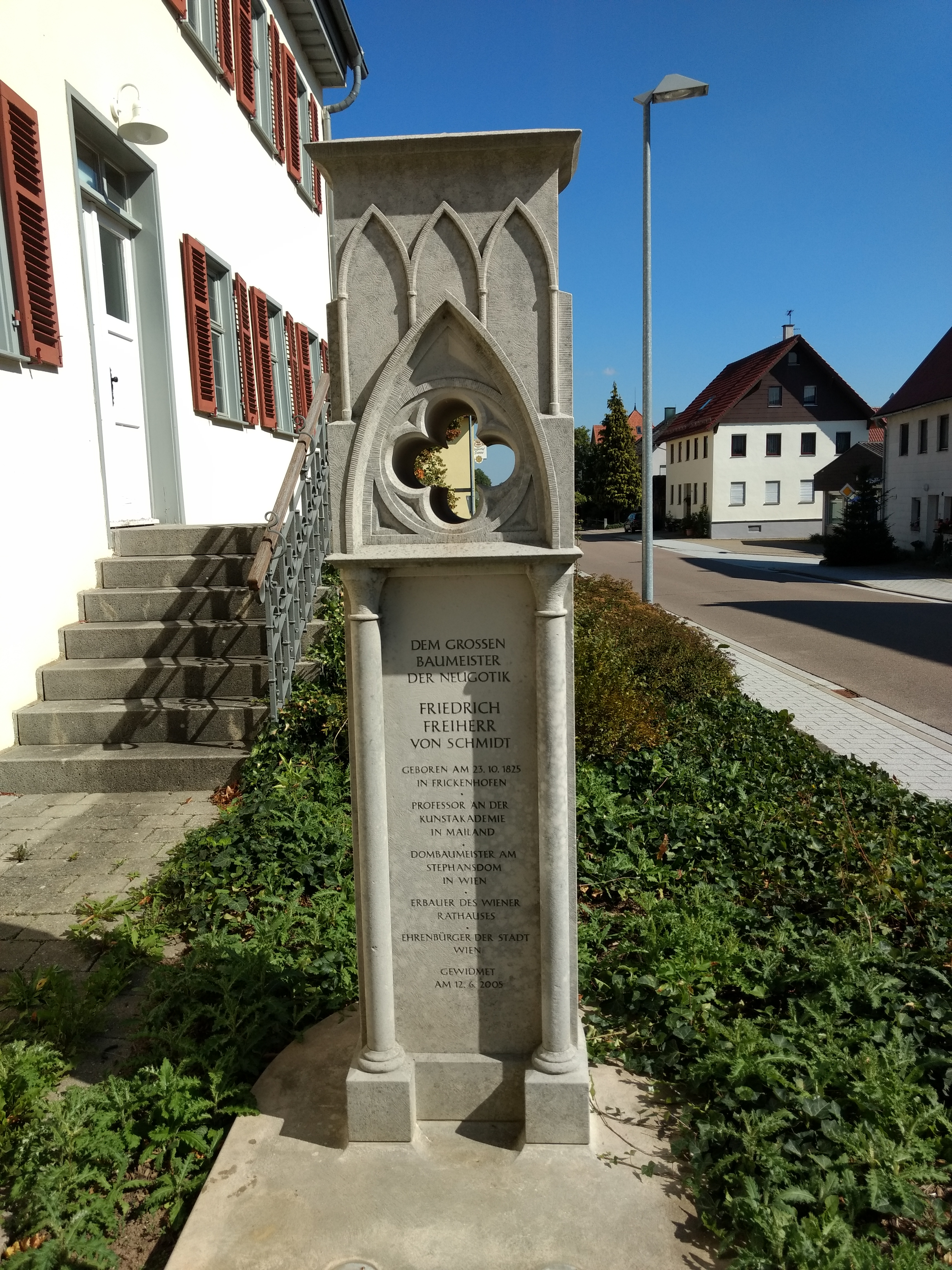
Denkmal im Geburtsort Frickenhofen

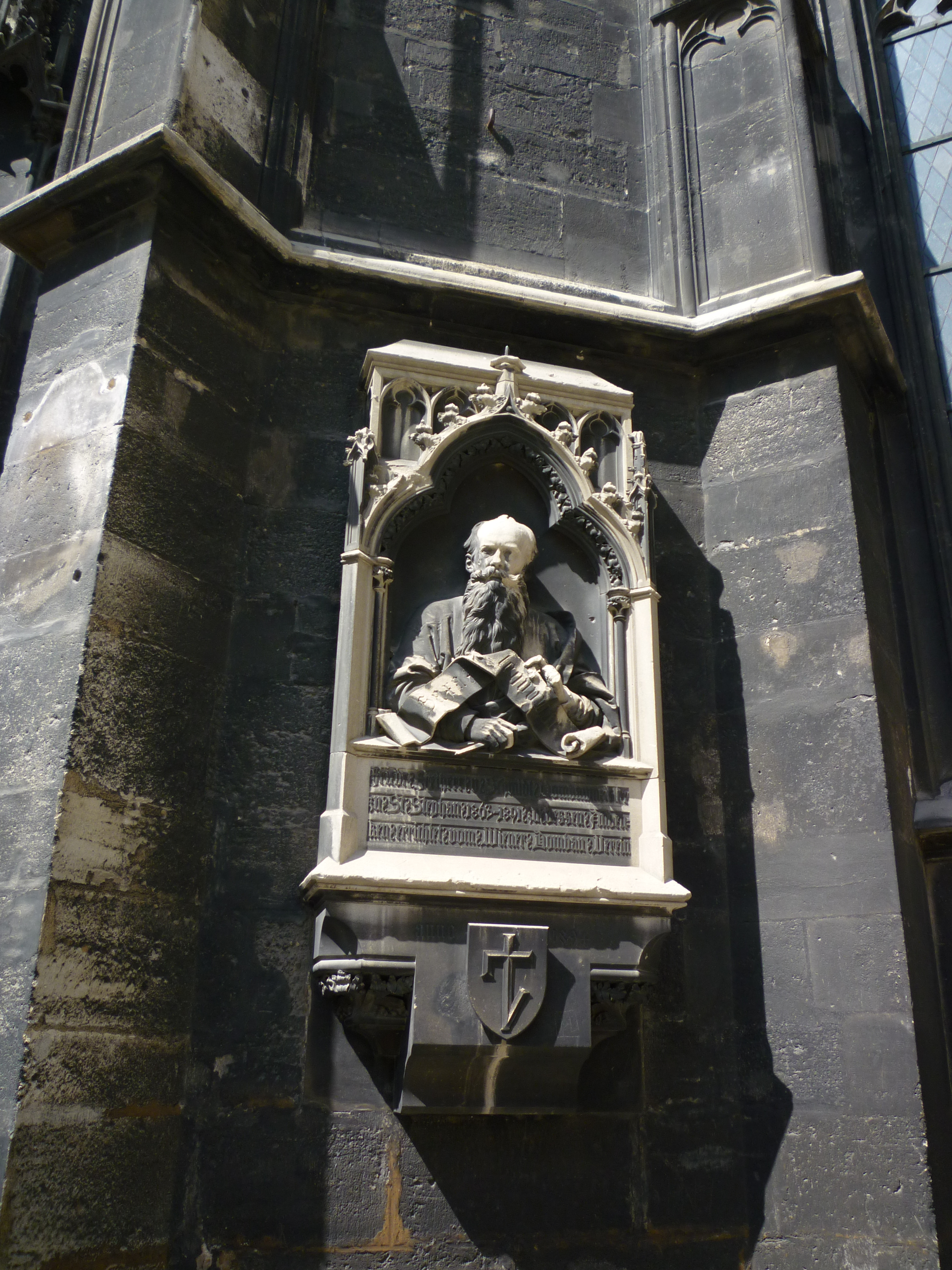
Gedenktafel am Südturm des Wiener Stephansdoms

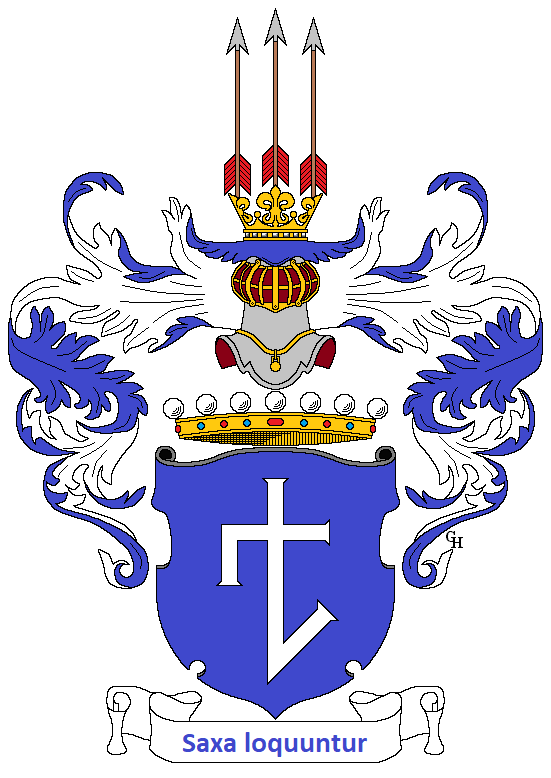
Freiherrenstandswappen Schmidts mit Steinmetzzeichen, 1886

Sein Großvater war der hannoverische Hofbaumeister Heinrich Schmidt (1761–1812). Seine Eltern waren der Pastor Heinrich Schmidt (1789–1838) und dessen Ehefrau Elisabetha Christiana Sybilla Härlin (1793–1847).

## Leben und Wirken
Schmidt trat nach dem bei Gustav Adolf Breymann und Johann Matthäus von Mauch am Polytechnikum Stuttgart absolvierten Studium (1840–43), das er gleichzeitig durch die Steinmetzlehre sowie (mittels selbständiger) Studien der gotischen Baudenkmäler Schwabens ergänzte, 1843 in die Dombauhütte Köln ein, wo er bis zum Werkmeister aufstieg. 1848 legte er die Meisterprüfung als Maurer und Steinmetz ab, 1856 die Baumeisterprüfung an der Berliner Bauakademie. Ab 1847 entwickelte er nebenberuflich eine umfangreiche Entwurfs- und Bautätigkeit, die architektonische Kleinobjekte ebenso einschloss wie Restaurierungen und Umbauten mit dem Schwerpunkt im sakralen Sektor. Ab 1851 betrieb er eine private Baufirma. Schmidts angeblich schon in den Jugendjahren bekundete Vorliebe für die Gotik verdichtete sich um die Jahrhundertmitte zu speziellem Expertentum, doch blieb ihm eine weitere Karriere innerhalb der Dombauhütte aufgrund von Auseinandersetzungen mit dem Dombaumeister Ernst Friedrich Zwirner, nicht zuletzt aber auch wegen seines protestantischen Glaubens versagt. Ein Versuch der Berufung Schmidts als Lehrer an die Architekturschule des Karlsruher Polytechnikums im Winter 1854/55 scheiterte am Widerspruch des früheren Stelleninhabers Heinrich Hübsch, wenig später nahm er in Köln den Abschied, als er bei der Besetzung der Stelle des Dombauführers zugunsten des jüngeren Richard Voigtel übergangen wurde.
Der Auftrag für ein 1854/55 nach seinem Entwurf ausgeführtes Denkmal für 1794 gefallene österreichische Soldaten in Bensberg hatte Schmidt bereits Kontakte zu Österreich eröffnet, die sich 1855 vertieften, als er aus der Konkurrenz um die Wiener Votivkirche als einer der Preisträger hervorging. Erzherzog Ferdinand Maximilian war dadurch auf ihn aufmerksam geworden und ließ ihn 1857 durch den Unterrichtsminister Leo von Thun und Hohenstein an die Akademie in Mailand berufen, wo Schmidt (bis 1859) das Gebiet der mittelalterlichen Architektur betreute. 1859 konvertierte Friedrich Schmidt zum Katholizismus.
1859 kam er als Professor für mittelalterliche Baukunst an die Akademie der bildenden Künste in Wien, wo er ab 1865 (gemeinsam mit Karl Roesner sowie August von Sicardsburg) die Architekturschule übernahm, die er bis an sein Lebensende leitete (unter anderem als Rektor der Akademie 1872–74, 1876–78, 1882–84). Eine wichtige Grundlage seiner Lehrtätigkeit bildete der umfangreiche Bestand an mittelalterlichen Bauzeichnungen, der sich seit 1837 im Besitz der Akademie befand.

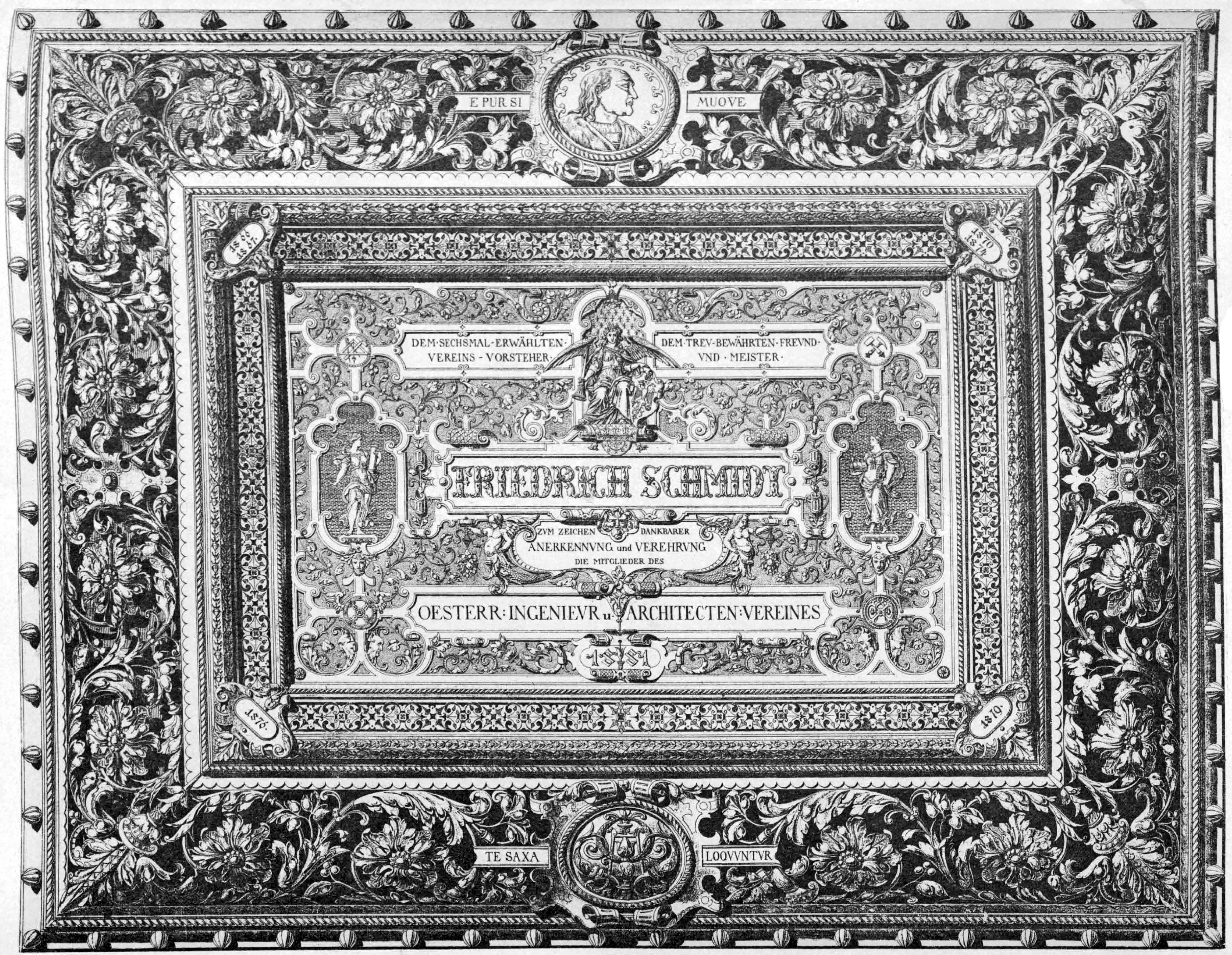
Ehrengeschenk des österreichischen Ingenieur- und Architekten-Vereines in Wien (1881)

Nach Überwindung anfänglicher Widerstände entwickelte sich Schmidt in Wien bald zu einer der führenden Künstlerpersönlichkeiten der Ringstraßenzeit und verschaffte sowohl im Sakral- wie im Profanbau der Neugotik entschiedene Geltung. 1860 wurde er Mitglied der Baukommission des Stephansdoms sowie der k.k. Central-Commission zur Erforschung und Erhaltung der Baudenkmale, 1862 übernahm er die Oberleitung der Bauhütte von St. Stephan und den Vorsitz des Vereines Wiener Bauhütte, 1863 wurde er Dombaumeister von St. Stephan. Zu seinen entscheidenden Maßnahmen gehörte gleich zu Beginn seiner Dombautätigkeit die Wiedererrichtung des aus statischen Gründen abgetragenen Südturmhelms; die von ihm projektierte Vervollständigung des Nordturms unterblieb. In den Jahren 1866–68, 1870–72, 1874–77, 1879–81, 1883–85 stand er dem Oesterreichischen Ingenieur- und Architekten-Verein vor.
Zu den herausragenden Arbeiten auf dem Gebiet des mittelalterlichen Profanbaus gehörte die zwischen 1884 und 1888 erfolgte Restaurierung von Schloss Runkelstein bei Bozen. Diese Restaurierung stellte einen Eingriff in ein Objekt mit komplexer Baugeschichte dar, wobei Schmidt für seine Zeit erstaunlich respektvoll mit den erhaltenen mittelalterlichen Resten umging.
In Wien wurden viele seiner Entwürfe vom böhmischen Baumeister Josef Hlávka umgesetzt. Zu den bedeutendsten Schülern von Friedrich Schmidt zählen sein späterer Mitarbeiter Franz von Neumann sowie Frigyes Schulek, Imre Steindl und Valentin Teirich.
1877 wurde Schmidt Ehrenbürger der Stadt Innsbruck, 1883 wurde Friedrich Schmidt anlässlich der Fertigstellung des von ihm errichteten Rathausneubaus das Ehrenbürgerrecht der Stadt Wien verliehen, 1886 aus Anlass der Vollendung des Baus des kaiserlichen Stiftungshauses am Schottenring 7 der Freiherrnstand. Zuvor wurde er 1872 aus England mit der Royal Gold Medal ausgezeichnet. Von 1866 bis 1870 war er Mitglied des Wiener Gemeinderats und ab 1889 Mitglied des Herrenhauses.

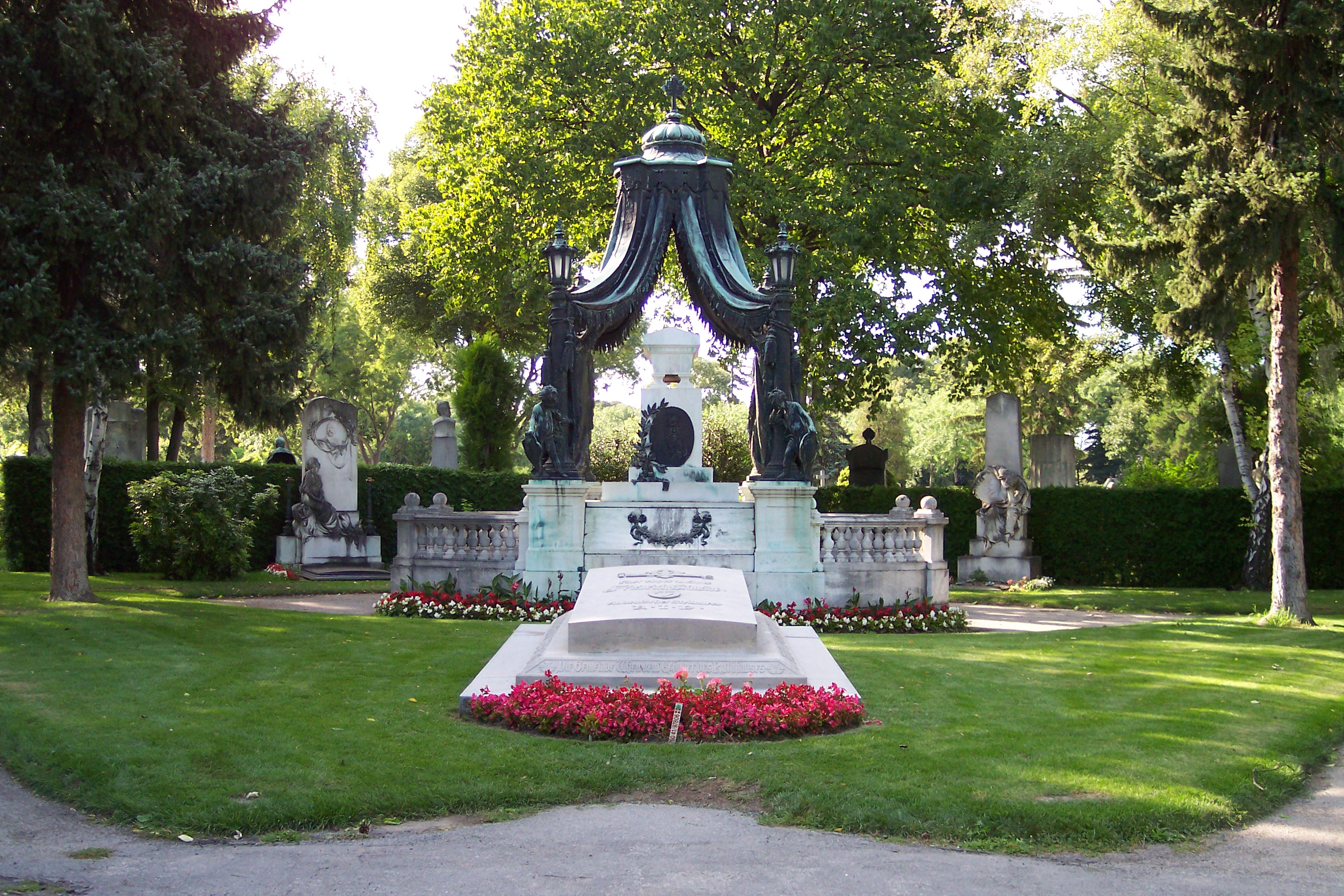
Ehrengrab auf dem Wiener Zentralfriedhof

Friedrich von Schmidt verstarb am 23. Jänner 1891 in dem einige Jahre zuvor von ihm entworfenen Sühnhaus und erhielt ein Ehrengrab auf dem Wiener Zentralfriedhof (Gruppe 14 A, Nummer 54). Die mächtige Steinplatte, welche das Grab bedeckt, ist aus dem Hausbruch der Brüder Amelin in Kaisersteinbruch gehauen. Noch in Schmidts Todesjahr veröffentlichte August Reichensperger eine erste Biographie über ihn.
Der Platz hinter einem seiner Hauptwerke, dem Wiener Rathaus, wurde ihm zu Ehren 1927 Friedrich-Schmidt-Platz benannt; dort befindet sich auch sein Denkmal, das von Edmund Hofmann von Aspernburg und Julius Deininger geschaffen und am 28. Mai 1896 enthüllt wurde.
Er war Ehrenmitglied im Deutsch Leseverein an der Technischen Hochschule Wien.

## Familie
Schmidt heiratete 1849 Katharina Mohr (1827–1910). Das Paar hatte mehrere Kinder:
- Heinrich (1850–1928), ab 1887 österreichischer Freiherr ⚭ Antonia Hase (1855–1906), Tochter des Conrad Wilhelm Hase (1818–1902), Professor für Baukunst in Hannover
- Friederica (1851–1905) ⚭ Otto Jarl (1858–1915), Bildhauer

## Einschätzung und Rezeption
Friedrich von Schmidts Bedeutung beruht vor allem auf drei Tätigkeitsbereichen: als internationaler Baukünstler, als Denkmalpfleger und als Lehrer mit signifikanter Schulwirkung. Der Künstler und der Restaurator lassen sich in seinem Schaffen nicht trennen, was manche Werke trotz aller Großartigkeit zwiespältig erscheinen lässt, da das Schöpferische in den Umgestaltungen oft überwiegt (Stephansdom, Stift Klosterneuburg, Burg Vajdahunyad usw.). Schmidt gilt in erster Linie als Gotiker, was aber nicht doktrinär zu verstehen ist, da sich in seinem Œuvre nicht nur divergente gotische Traditionen kreuzen, sondern auch verschiedene, das Spezialistentum relativierende Stilidiome, die teilweise der Neorenaissance und der Neoromanik angehören. Zu den Französisches wie Niederländisches einschließenden Grundlagen der Kölner Zeit gesellten sich die italienischen Erfahrungen, die Eindrücke des süddeutschen und südosteuropäischen Spätmittelalters und sogar des Barocks. Demgemäß verschränkte er die – gleichwohl dominierenden – strenghistoristischen Stilelemente sowohl mit romantischen Tendenzen wie mit späthistoristischen Zügen. Nicht nur zahlenmäßig treten im Sakralbau die Pfarrkirchen hervor. Schmidt nützte die für Wien von Hermann von Bergmann (1817–1886) begründete Tradition des neugotischen Backsteinbaus und erhob diesen zum dominanten Modus (St. Othmar 1863 usw.). Den Höhepunkt brachte die Kirche Maria vom Siege in Wien (1868–1875), in der die Gotik mit dem barocken Zentralkuppelschema verschmilzt.

## Bauten (Auswahl)
| Jahr      | Bild | Ort                             | Objekt                                                              | Bundesland, Staat                     | Kommentar |
| --------- | ---- | ------------------------------- | ------------------------------------------------------------------- | ------------------------------------- | --- |
| 1847–1849 |      | Köln                            | Haus Erben, Landsbergstraße                                         | Nordrhein-Westfalen, Deutschland      | Erstes neugotisches Wohnhaus in Köln; 1952 wegen starker Kriegsschäden abgebrochen. |
| 1852      |      | Krefeld                         | Kriegerdenkmal 1813–1815 für die 123 Veteranen der Befreiungskriege | Nordrhein-Westfalen, Deutschland      | Befindet sich im Stadtgarten. |
| 1854–1859 |      | Krefeld                         | Katholische Pfarrkirche: St. Stephan                                | Nordrhein-Westfalen, Deutschland      | |
| 1855–1858 |      | Quedlinburg                     | Katholische Pfarrkirche: St. Mathilde                               | Sachsen-Anhalt, Deutschland           | |
| 1856–1858 |      | Graz                            | Katholische Lazaristenkirche                                        | Steiermark, Österreich                | |
| 1857–1859 |      | Bockum                          | Katholische Pfarrkirche: St. Gertrudis                              | Nordrhein-Westfalen, Deutschland      | Der Glockenturm wurde zwischen 1897 und 1899 nach Plan von Josef Kleesattel ergänzt. |
| 1858–1860 |      | Garzweiler                      | Katholische Pfarrkirche: St. Pankratius                             | Nordrhein-Westfalen, Deutschland      | 1989 abgerissen, aufgrund des Tagebaus Garzweiler. |
| 1859      |      | Niederwenigern                  | Katholische Pfarrkirche: St. Mauritius                              | Nordrhein-Westfalen, Deutschland      | |
| 1859–1863 |      | Wien                            | Katholische Lazaristenkirche                                        | Wien, Österreich                      | |
| 1862–1866 |      | Bruck an der Großglocknerstraße | Schloss Fischhorn                                                   | Salzburg, Österreich                  | Neugotischer Umbau im Auftrag und nach den Plänen Friedrich von Schmidts von Josef Wessicken ausgeführt. Bis auf Reste durch Brand 1920 zerstört.                                                                       |
| 1863–1866 |      | Innere Stadt (Wien)             | Akademisches Gymnasium                                              | Wien, Österreich                      | |
| 1865      |      | Schwarzau am Steinfeld          | Katholische Pfarrkirche Schwarzau am Steinfeld                      | Niederösterreich                      | |
| 1866      |      | Keyenberg                       | Katholische Filialkirche Heilig Kreuz                               | Nordrhein-Westfalen, Deutschland      | 1912–1913 posthum vollendet. |
| 1866–1868 |      | Venrath                         | Katholische Filialkirche St. Valentin                               | Nordrhein-Westfalen, Deutschland      | Entwurfsüberarbeitung durch Ferdinand Robert Cremer. |
| 1866–1869 |      | Landstraße (Wien)               | Katholische Pfarrkirche: St. Othmar unter den Weißgerbern           | Wien, Österreich                      | |
| 1866–1882 |      | Diakowar                        | Katholische Kathedrale St. Peter und Paul                           | Gespanschaft Osijek-Baranja, Kroatien | Zusammen mit Carl Roesner. |
| 1867–1873 |      | Brigittenau                     | Katholische Pfarrkirche: St. Brigitta                               | Wien, Österreich                      | |
| 1868–1869 |      | Lövenich                        | Katholische Filialkirche: St. Pauli Bekehrung                       | Nordrhein-Westfalen, Deutschland      | |
| 1868–1869 |      | Bruck an der Großglocknerstraße | Katholische Pfarrkirche: Mariæ Himmelfahrt                          | Salzburg, Österreich                  | Die 1867 abgebrannte Kirche wurde am 21. November 1869 neu geweiht. Treibende Kraft war Pfarrer Bartholomäus Hutter, ein Mitglied der K.K. Central-Commission zur Erforschung und Erhaltung der Baudenkmale, heute BDA. |
| 1868–1875 |      | Fünfhaus, Wien                  | Katholische Pfarrkirche: Maria vom Siege                            | Wien, Österreich                      | |
| 1871      |      | Andelsbuch                      | Gedenkstätte Bezegg-Sul                                             | Vorarlberg, Österreich                | |
| 1872–1883 |      | Innere Stadt (Wien)             | Wiener Rathaus                                                      | Wien, Österreich                      | |
| 1873–1877 |      | Innsbruck                       | Rudolfsbrunnen                                                      | Tirol, Österreich                     | Entwurf der Brunnenanlage |
| 1873–1884 |      | Bukarest                        | Katholische Kathedrale St. Josef                                    | Rumänien                              | |
| 1875–1876 |      | Weiler                          | Katholische Pfarrkirche zum Heiligsten Herzen Jesu                  | Vorarlberg, Österreich                | |
| 1874–1875 |      | Forst (Lausitz)                 | Katholische Herz-Jesu-Kirche                                        | Brandenburg                           | |
| 1874–1876 |      | Erolzheim                       | Katholische Pfarrkirche St. Martin                                  | Baden-Württemberg, Landkreis Biberach | Neubau an der Stelle eines mittelalterlichen Vorgängerbaus, spätgotisches Turmuntergeschoss erhalten |
| 1877–1878 |      | Riedenburg, Salzburg            | Katholische Herz-Jesu-Asylkirche                                    | Salzburg, Österreich                  | |
| 1880      |      | Wernigerode                     | Schlosskirche von Schloss Wernigerode                               | Sachsen-Anhalt, Deutschland           | |
| 1880–1886 |      | Jedenspeigen                    | Pfarrkirche Jedenspeigen                                            | Niederösterreich                      | Neugotische Umgestaltung |
| 1881–1883 |      | Dortmund                        | Katholische Liebfrauenkirche                                        | Nordrhein-Westfalen, Deutschland      | |
| 1881–1885 |      | Innsbruck                       | Pfarrkirche St. Nikolaus                                            | Tirol, Österreich                     | gilt als bedeutendster neugotischer Kirchenbau Tirols |
| 1882–1885 |      | Innere Stadt (Wien)             | Sühnhaus                                                            | Wien, Österreich                      | 1951 abgerissen. |
| 1882–1891 |      | Fünfkirchen                     | Katholische Kathedrale St. Peter und Paul                           | Südtransdanubien, Ungarn              | |
| 1882–1892 |      | Klosterneuburg                  | Katholische Stiftskirche                                            | Niederösterreich, Österreich          | Umbau. |
| 1883–1889 |      | Weinhaus, Wien                  | Katholische Pfarrkirche: St. Josef                                  | Wien, Österreich                      | |
| 1884–1888 |      | Ritten                          | Schloss Runkelstein                                                 | Südtirol, Italien                     | Restaurierung und Wiederherstellung. |
| 1884–?    |      | Imbach                          | Pfarrkirche Imbach                                                  | Senftenberg, Niederösterreich         | Veränderung der Empore und Portalvorbau mit Renovierung der Kirche mit dem Baumeister Josef Utz. |
| 1885      |      | Frastanz                        | Katholische Pfarrkirche: Pfarrkirche Frastanz                       | Vorarlberg, Österreich                | |
| 1887–1891 |      | Waidhofen an der Ybbs           | Rothschildschloss                                                   | Niederösterreich, Österreich          | Umbau. |
| 1881–1890 |      | Karlstein                       | Burg Karlstein                                                      | Mittelböhmische Region, Tschechien    | |
| 1892–1893 |      | Silbertal                       | Katholische Pfarrkirche: St. Josef und Nikolaus                     | Vorarlberg, Österreich                | |
| 1892–1894 |      | Styrum                          | Katholische Pfarrkirche: St. Mariä Rosenkranz                       | Nordrhein-Westfalen, Deutschland      | posthum vollendet |
| 1893–1895 |      | Köln                            | Katholische Herz-Jesu-Kirche                                        | Nordrhein-Westfalen, Deutschland      | posthum vollendet, nur noch Reste erhalten. |
| 1891–1902 |      | Oberhausen                      | Katholische St. Marien (Oberhausen)                                 | Nordrhein-Westfalen, Deutschland      | posthum vollendet, Bauleiter: Architekt Wilhelm Sültenfuß, Düsseldorf |